# Deutsche Skeleton-Meisterschaft 1914
Die 1. Deutsche Skeleton-Meisterschaft wurde 1914 in der Harzgemeinde Schierke ausgetragen. Es gab lediglich einen Wettbewerb für Männer.

## Männer
| Platz | Sportler      | Verein | Zeit |
| ----- | ------------- | ------ | ---- |
| 1     | M. Zentzytzki |        |      |
| 2     | G. Gehrken    |        |      |
| 3     | F. Zimmermann |        |      |